# Musée national de Finlande
Le musée national de Finlande (en finnois : Kansallismuseo, en suédois : Nationalmuseum) est un musée présentant l'histoire et la culture de la Finlande, des temps préhistoriques à nos jours en exposant des objets et en mettant en perspective l'histoire culturelle de la Finlande.

## Un musée en réseau
Le musée national est un réseau de 16 établissements. En plus du musée principal on peut citer, entre autres, le Musée des cultures, le musée maritime de Finlande, le musée de plein air de Seurasaari, la galerie Cygnaeus, Olavinlinna, et le château de Hämeenlinna. Il est géré par la Direction des musées qui dépend du ministère de l'Éducation et de la Culture.

## Le musée principal
Le musée principal est situé au 34, Mannerheimintie dans le quartier d'Etu-Töölö à Helsinki. Le bâtiment est représentatif du style romantique national est conçu par le cabinet d'architectes Gesellius-Lindgren-Saarinen et construit entre 1905 et 1910. Il a l'apparence des églises et châteaux médiévaux finlandais. Ouvert en 1916, on lui donne son nom actuel en 1917 au moment de l'indépendance du pays.

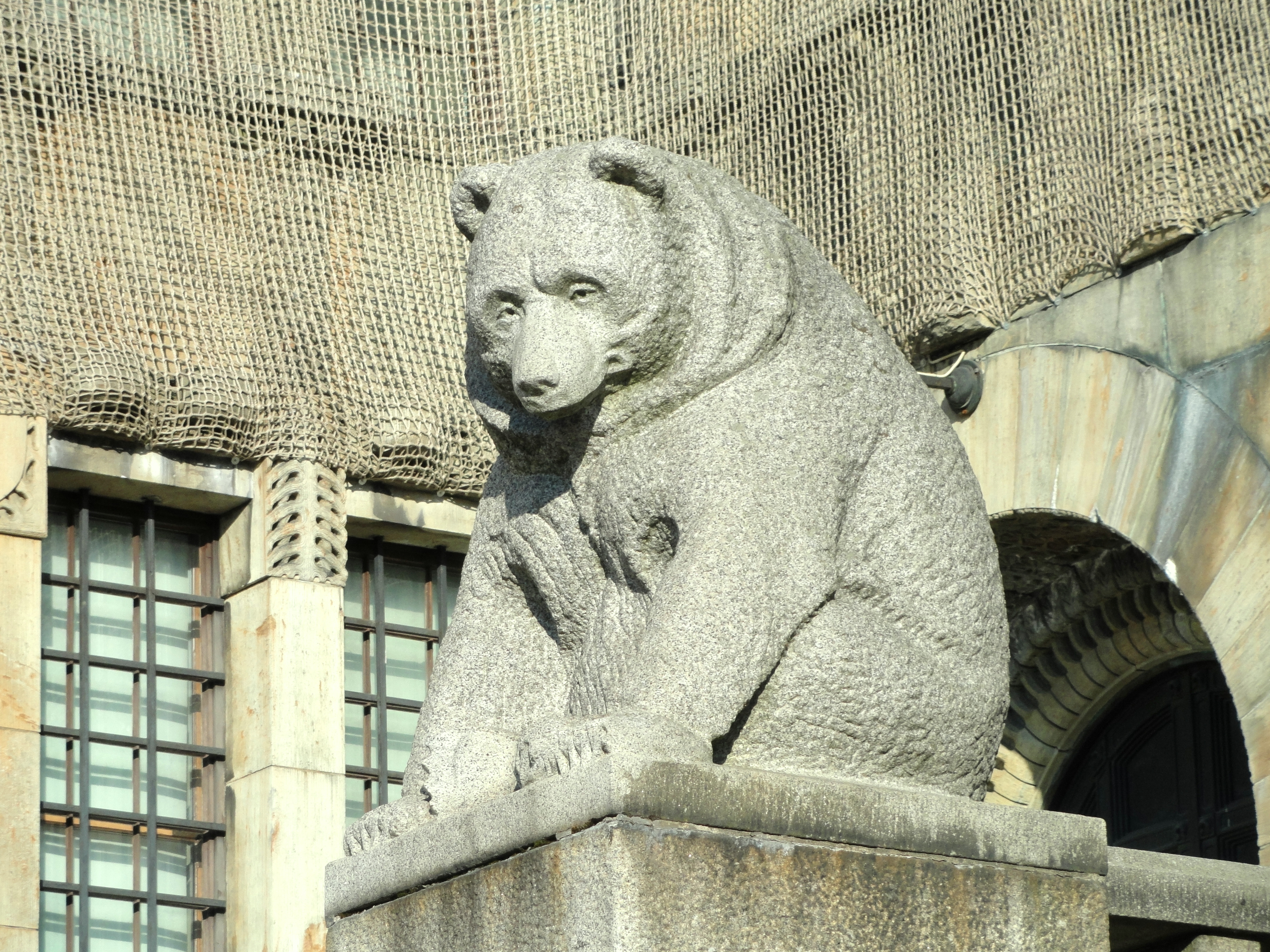
Une décoration extérieure.
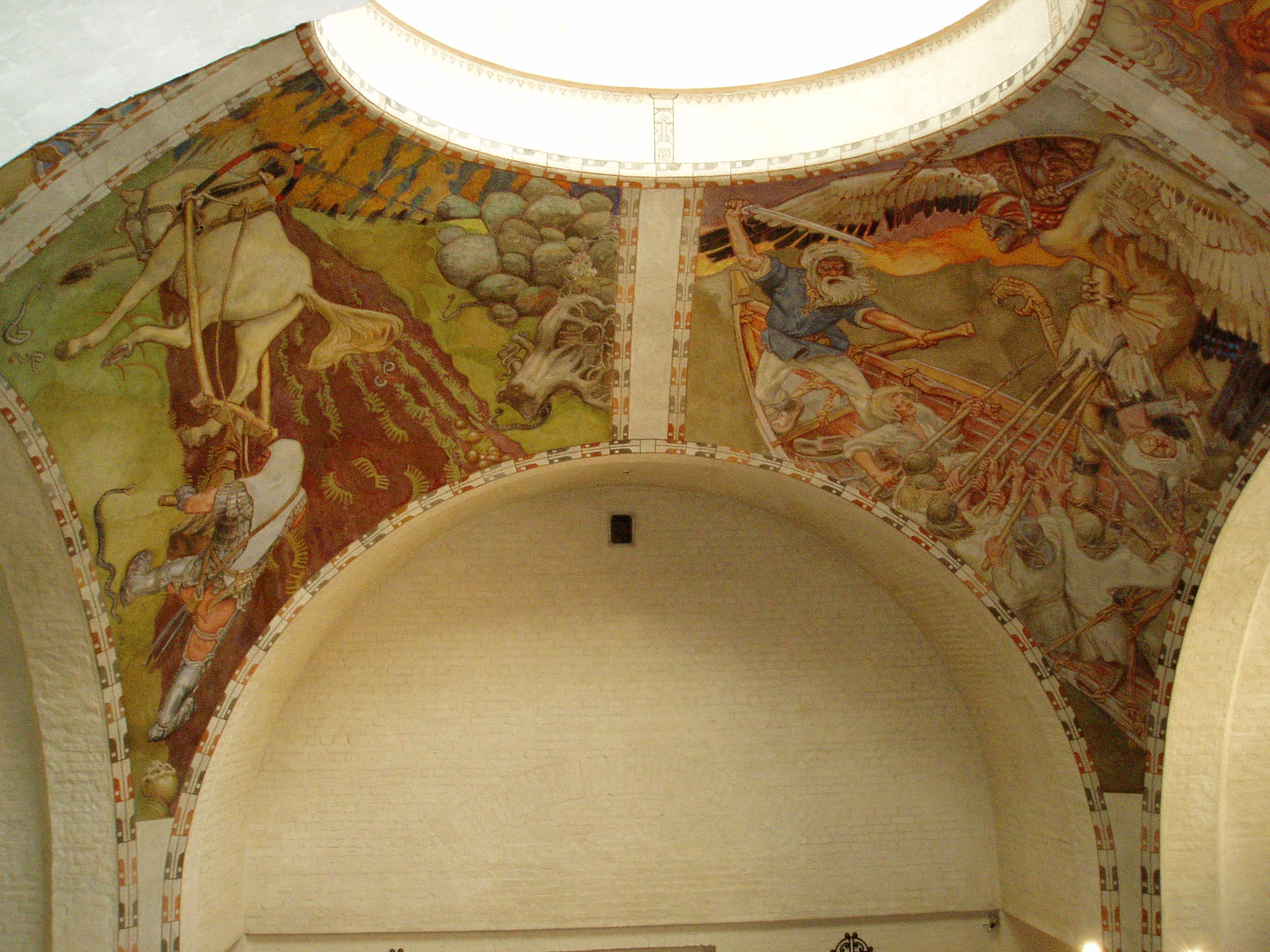
Fresques de Akseli Gallen-Kallela sur le thème du Kalevala
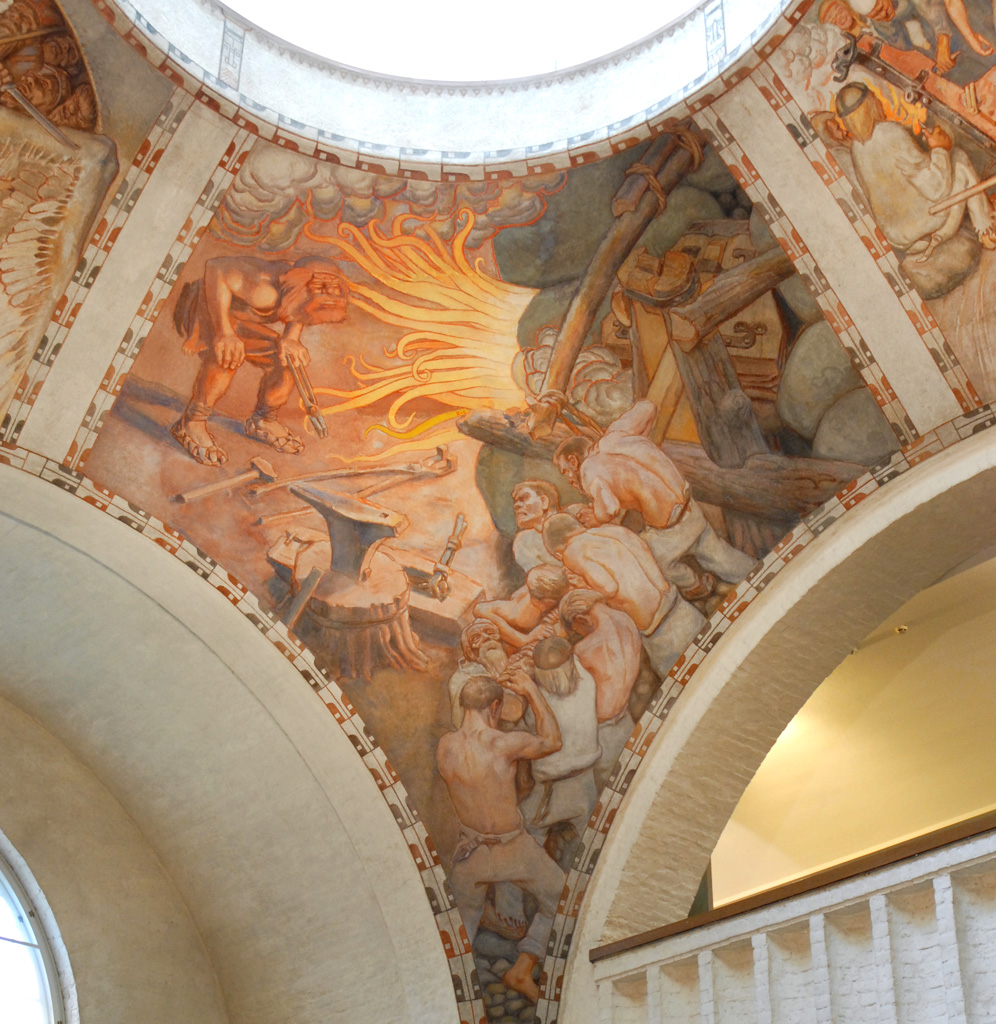
Le forgeage du Sampo
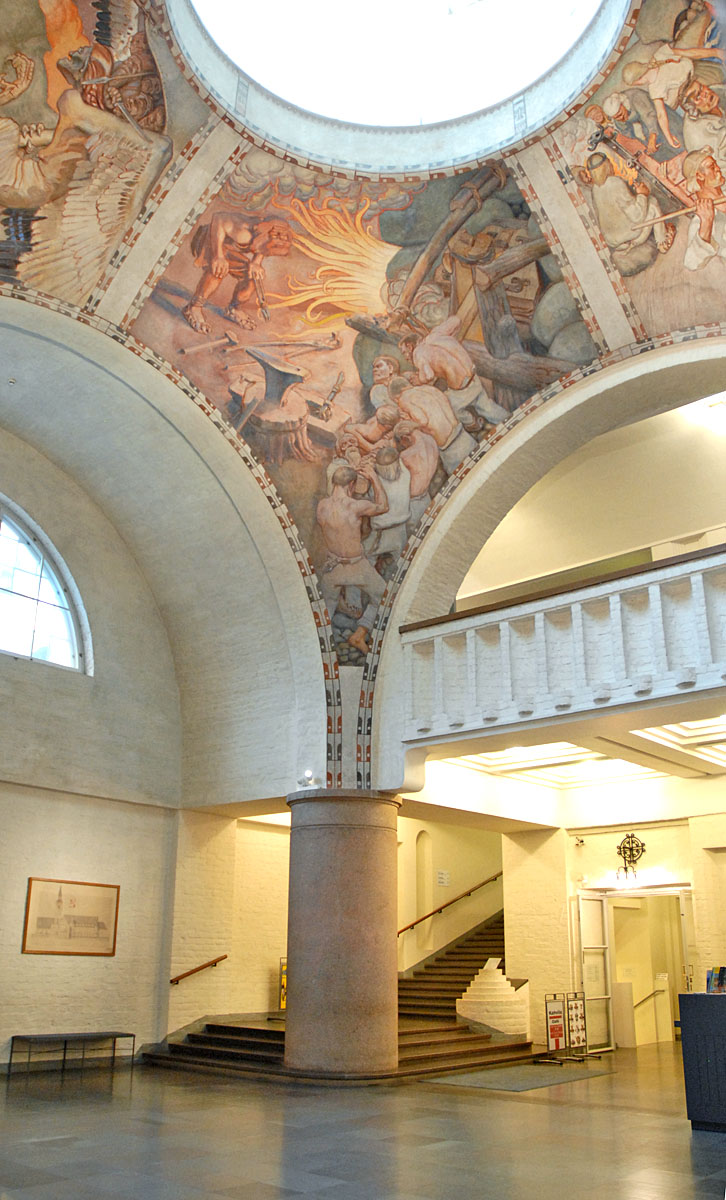
Le hall du musée national de Finlande à Helsinki

## Collections
Le musée principal réunit près de 500 000 pièces. Il a aussi une équipe de recherche et une équipe de 120 permanents.

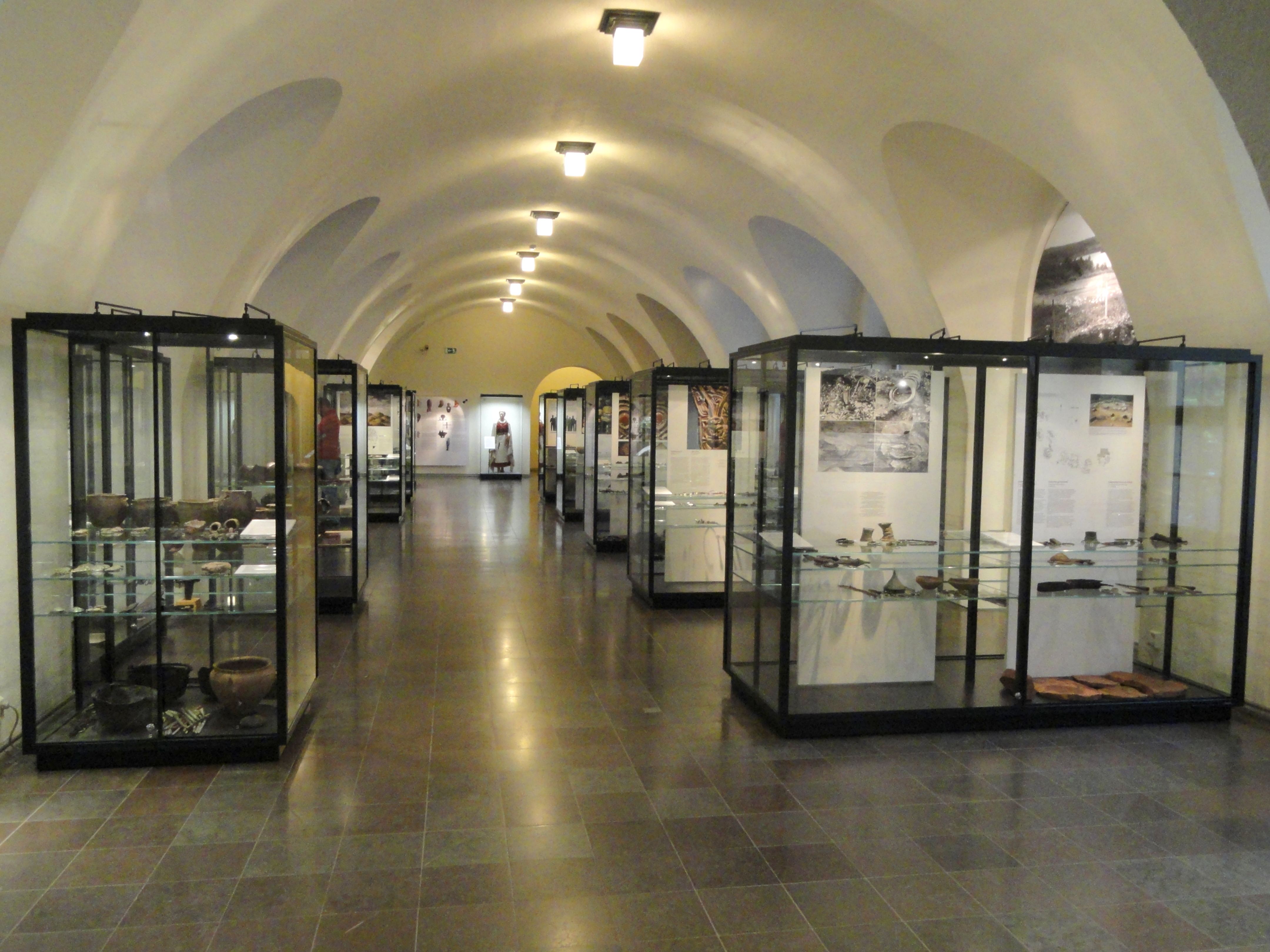
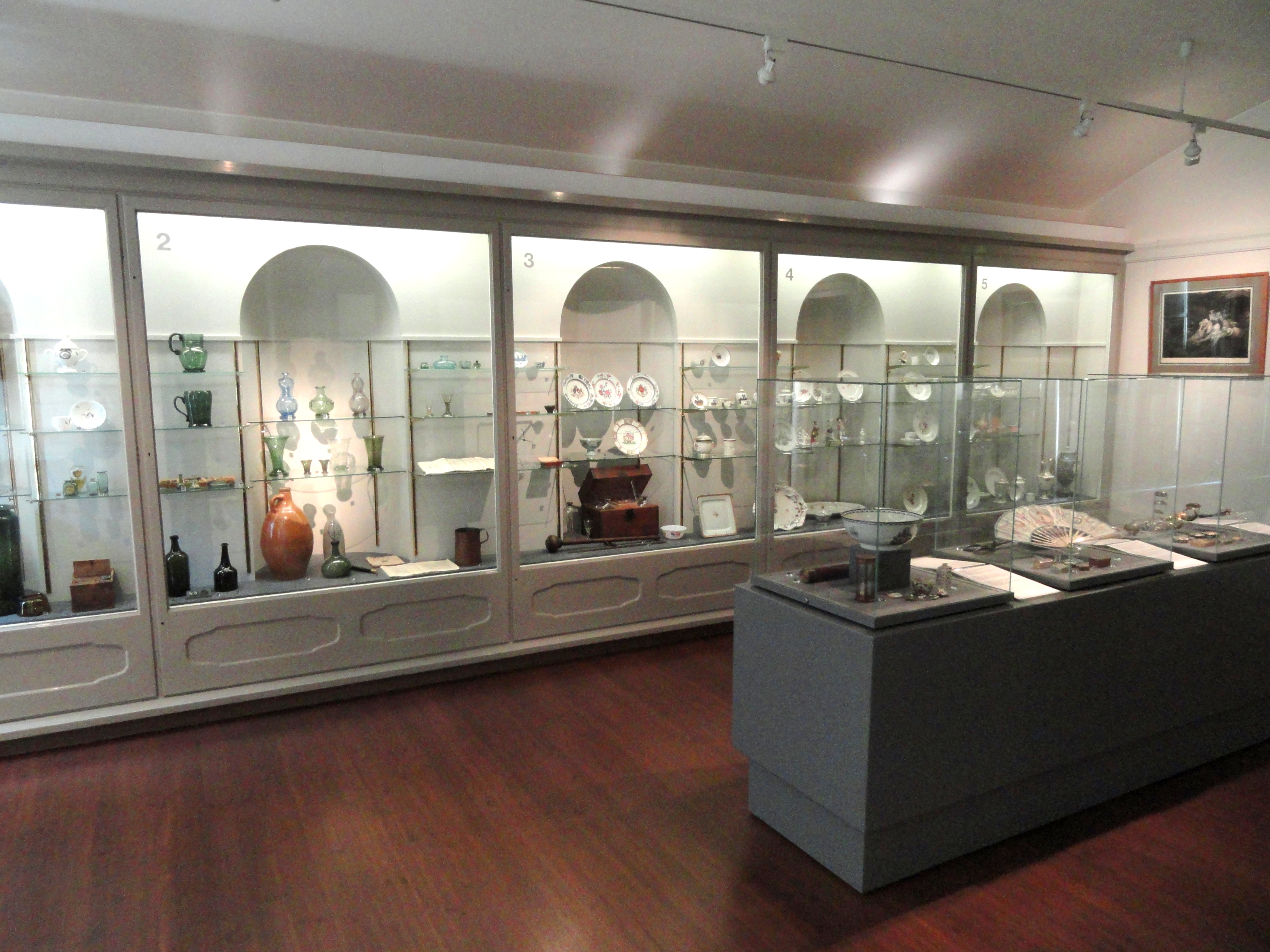
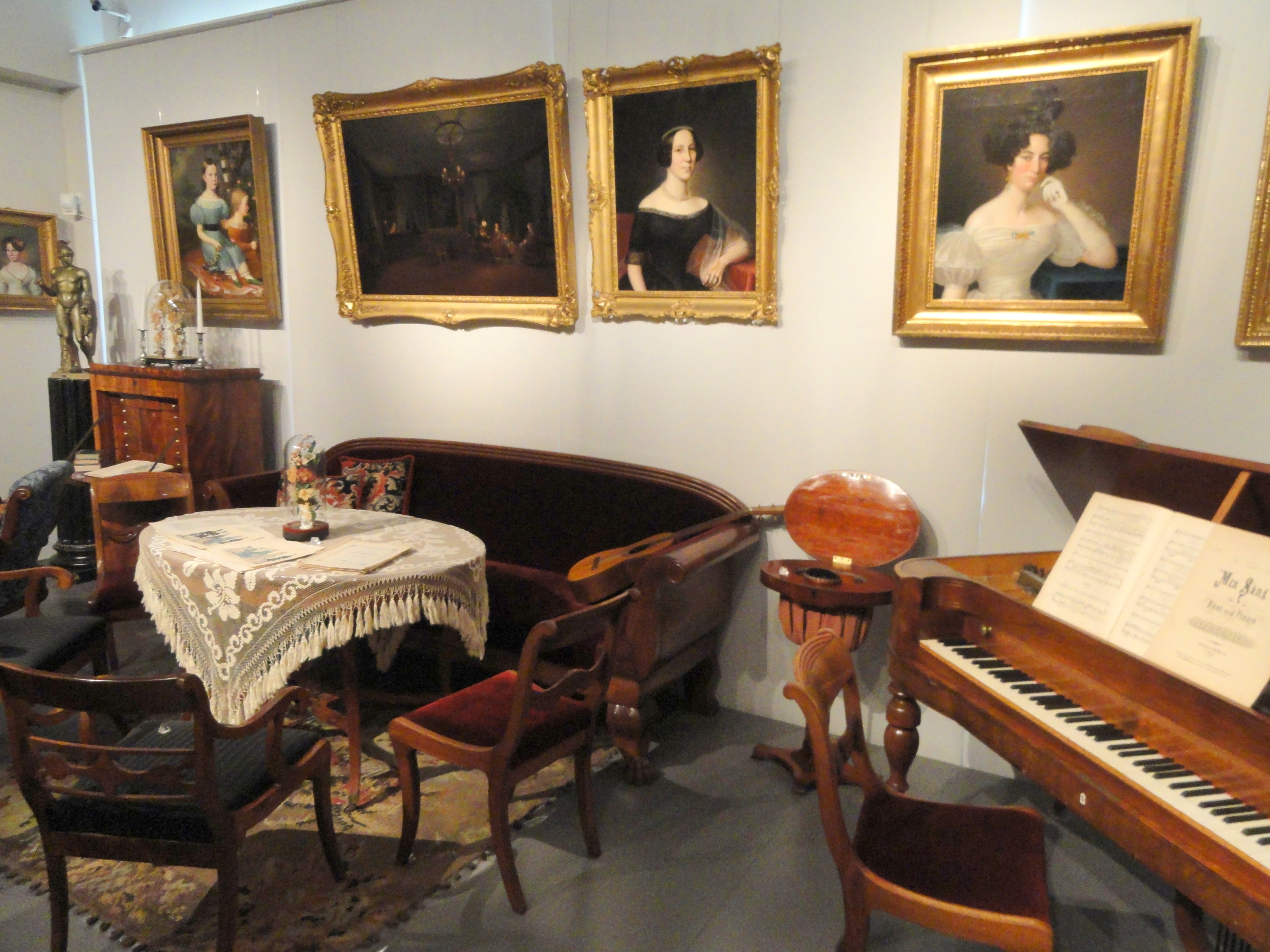
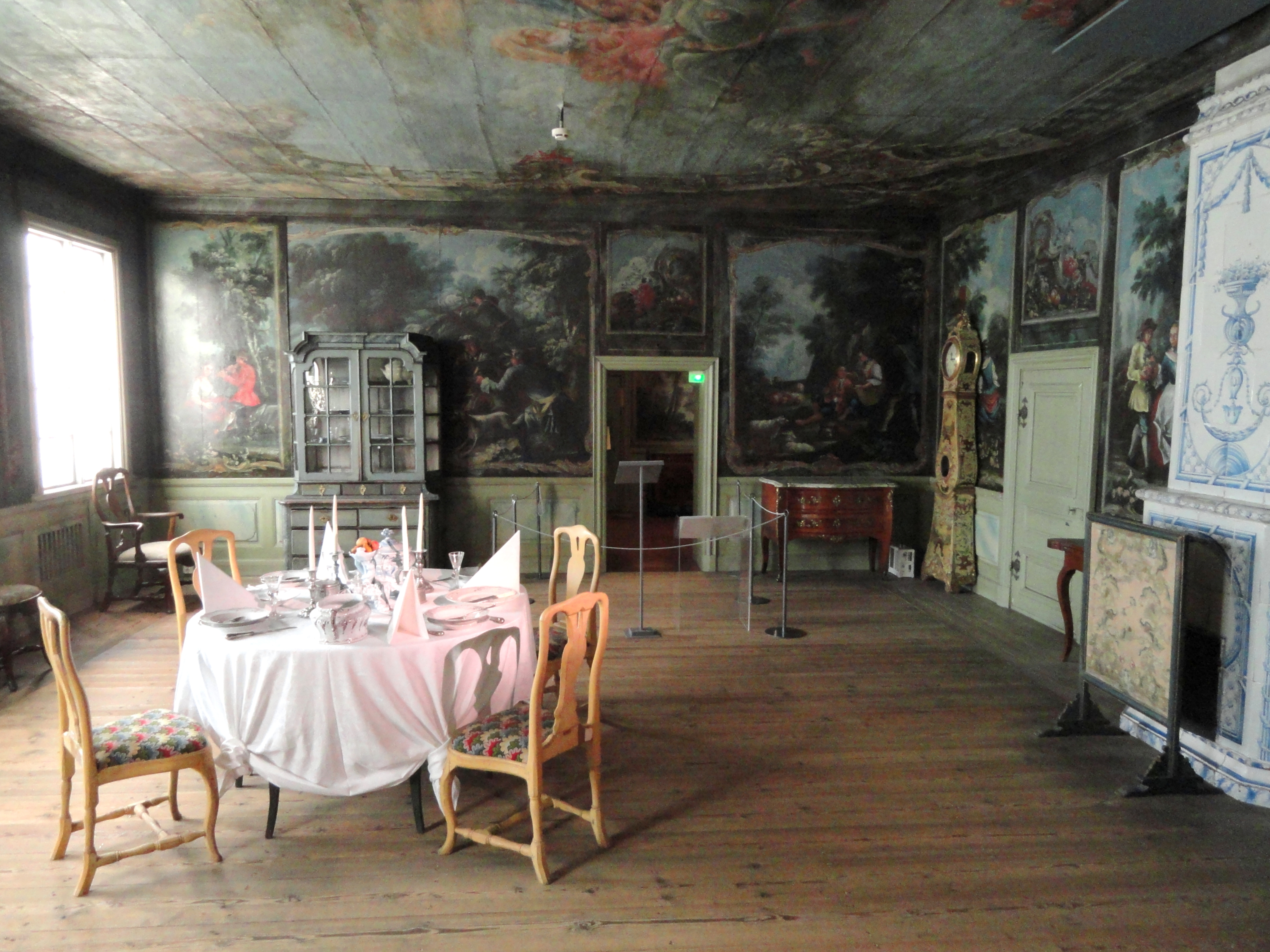

Les pièces sont réparties en cinq collections:

### La Préhistoire de la Finlande
Le musée expose 39 000 pièces de différentes époques (Âge de la pierre, âge du bronze, âge du fer)

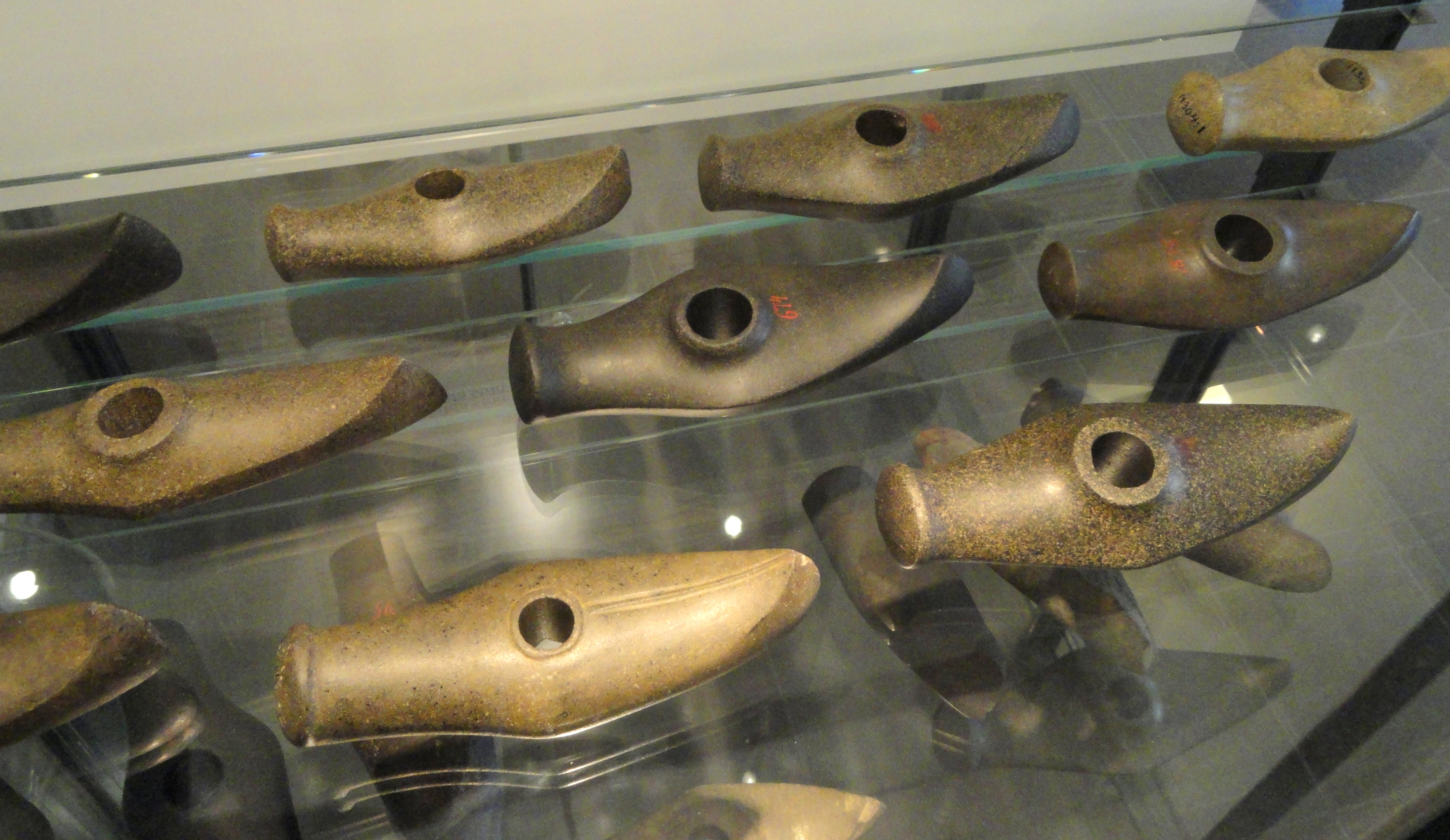
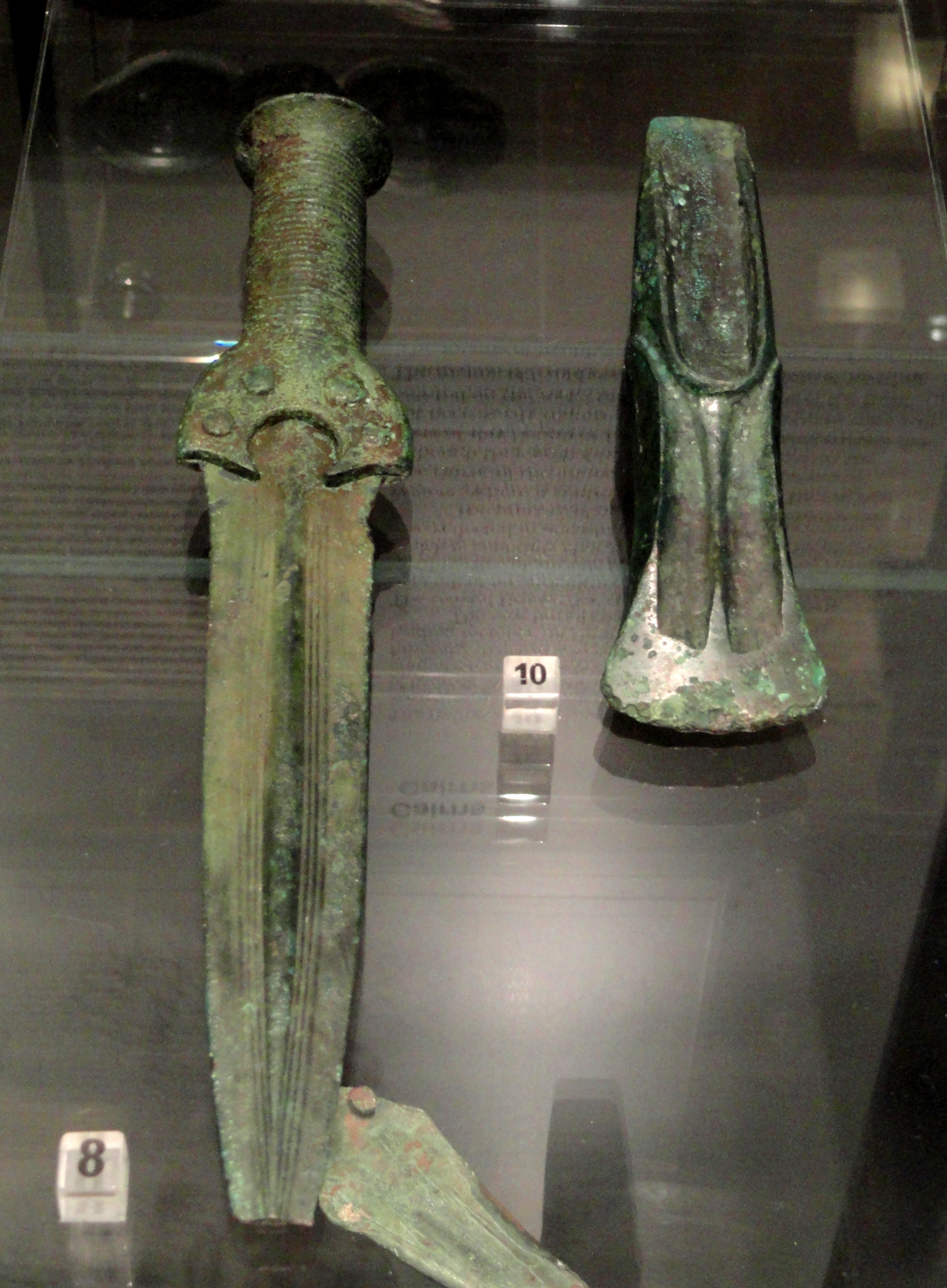
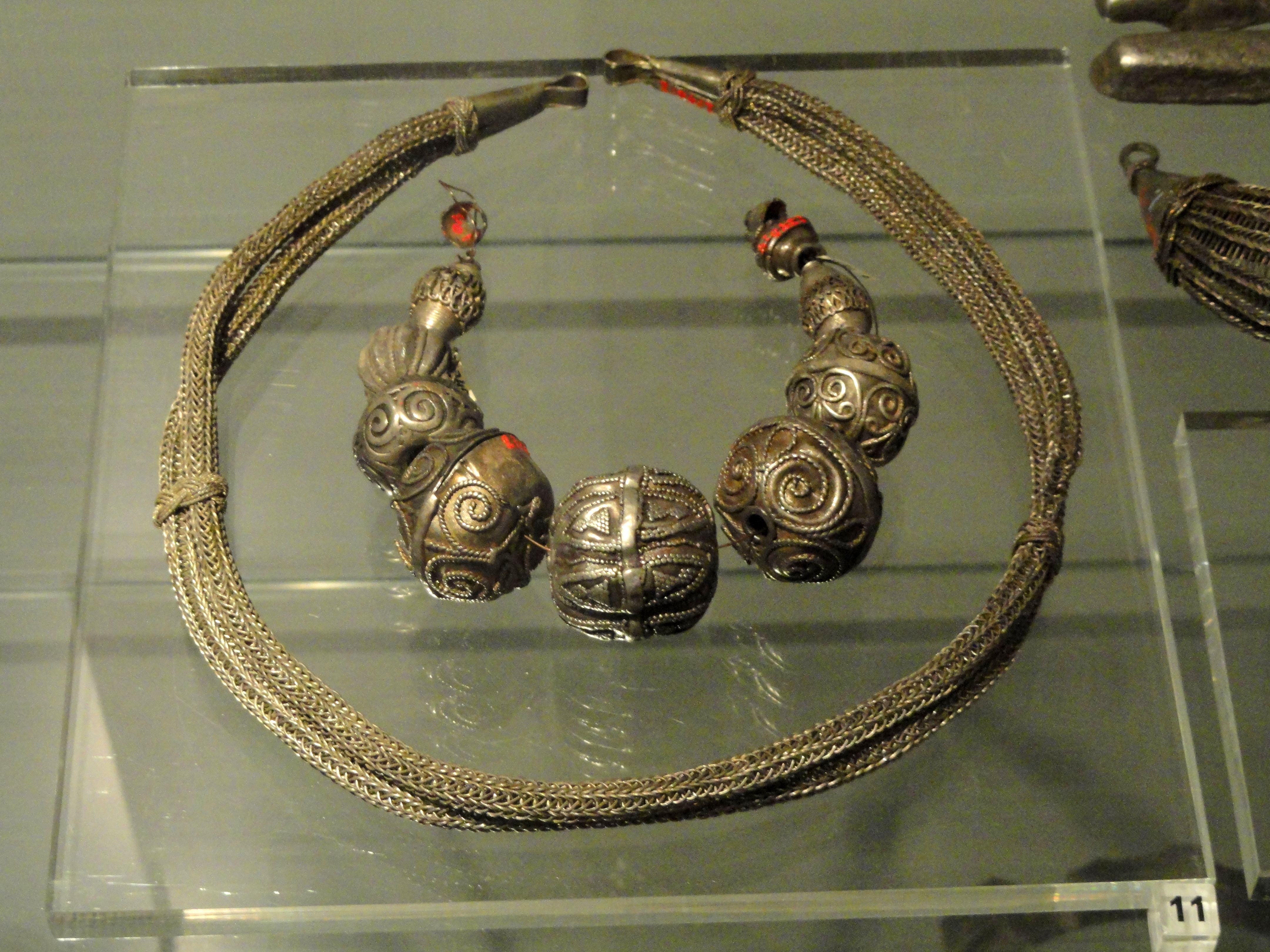
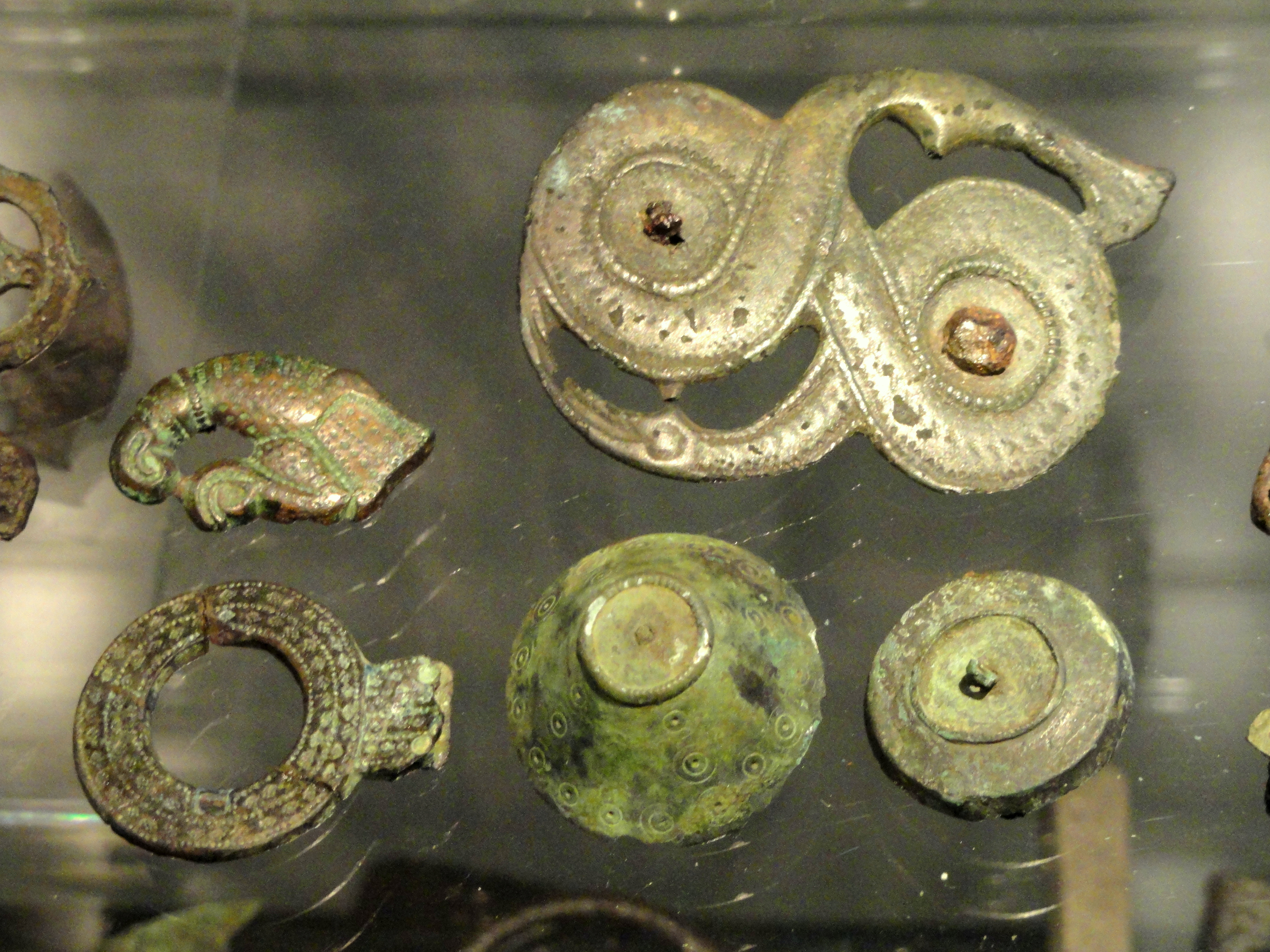

### Les empires du - les époques suédoise et russe

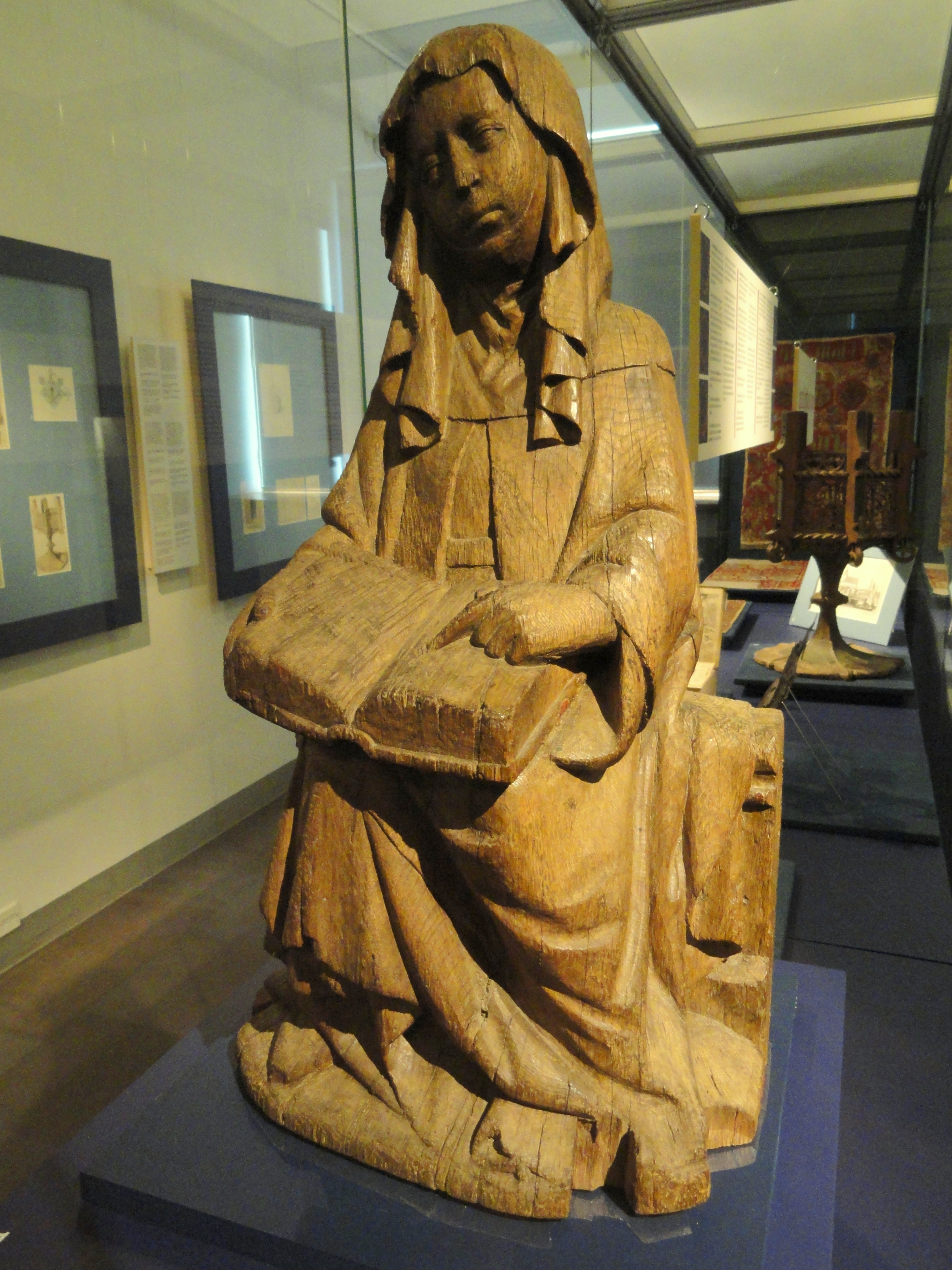
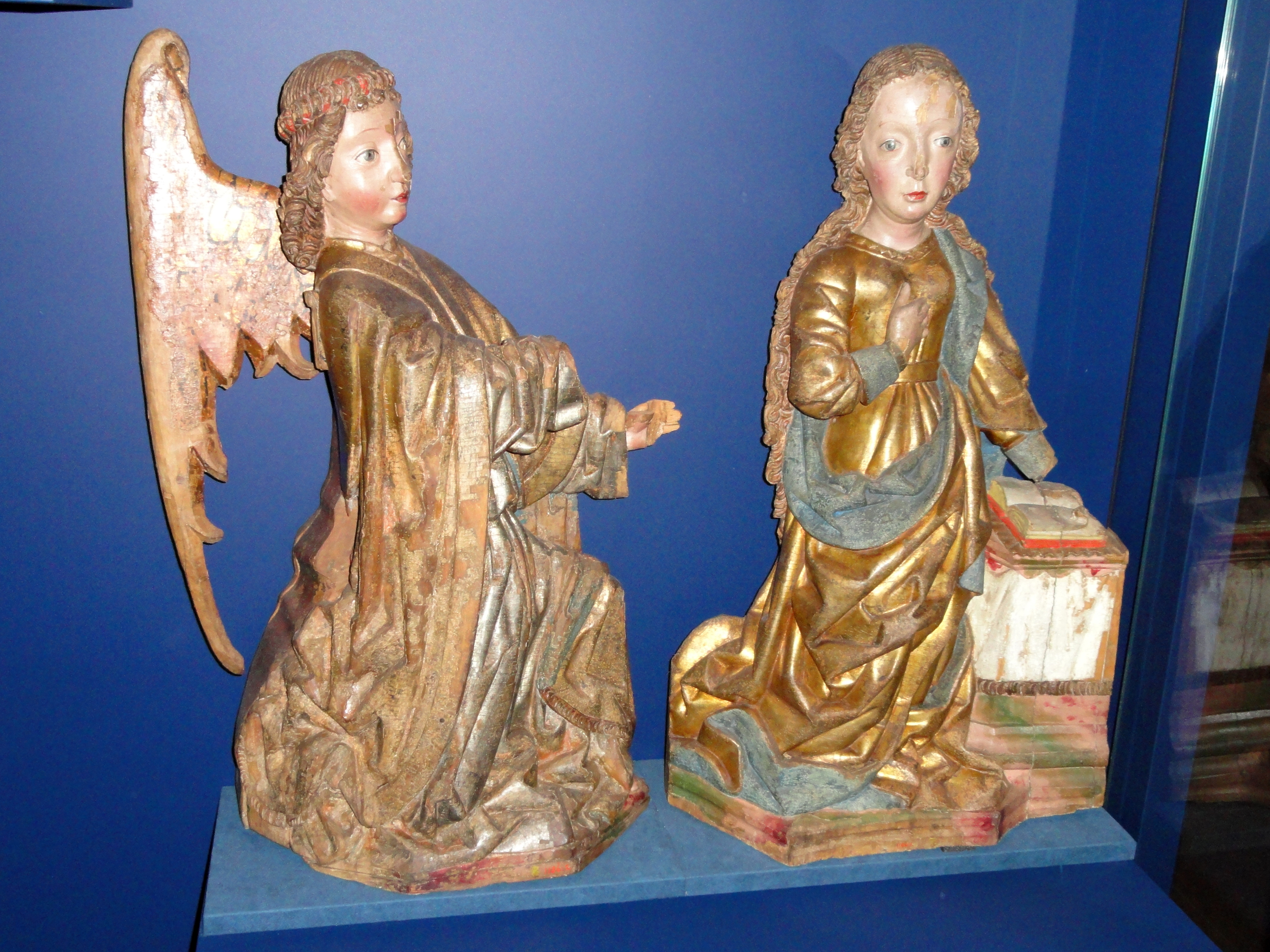
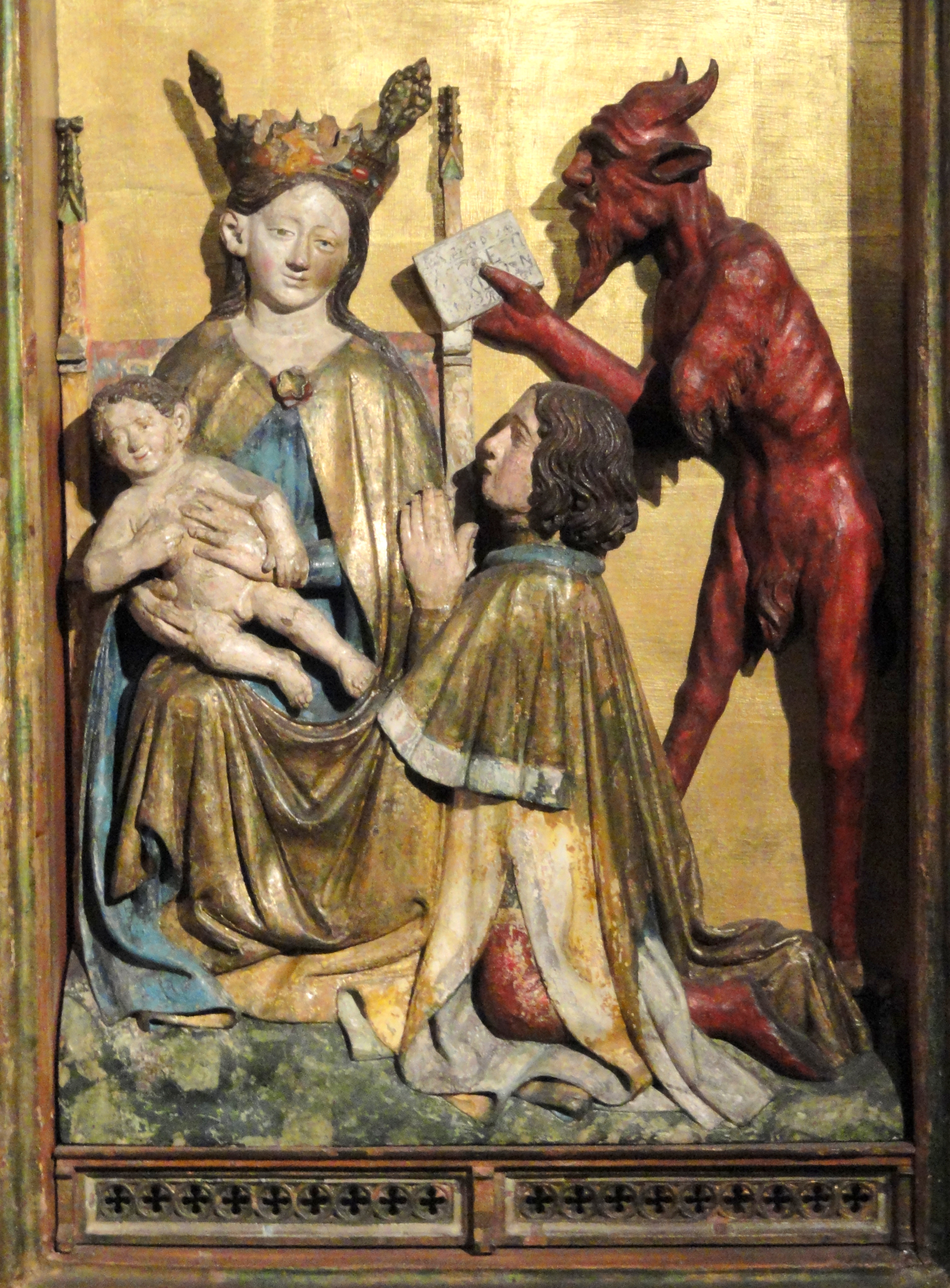
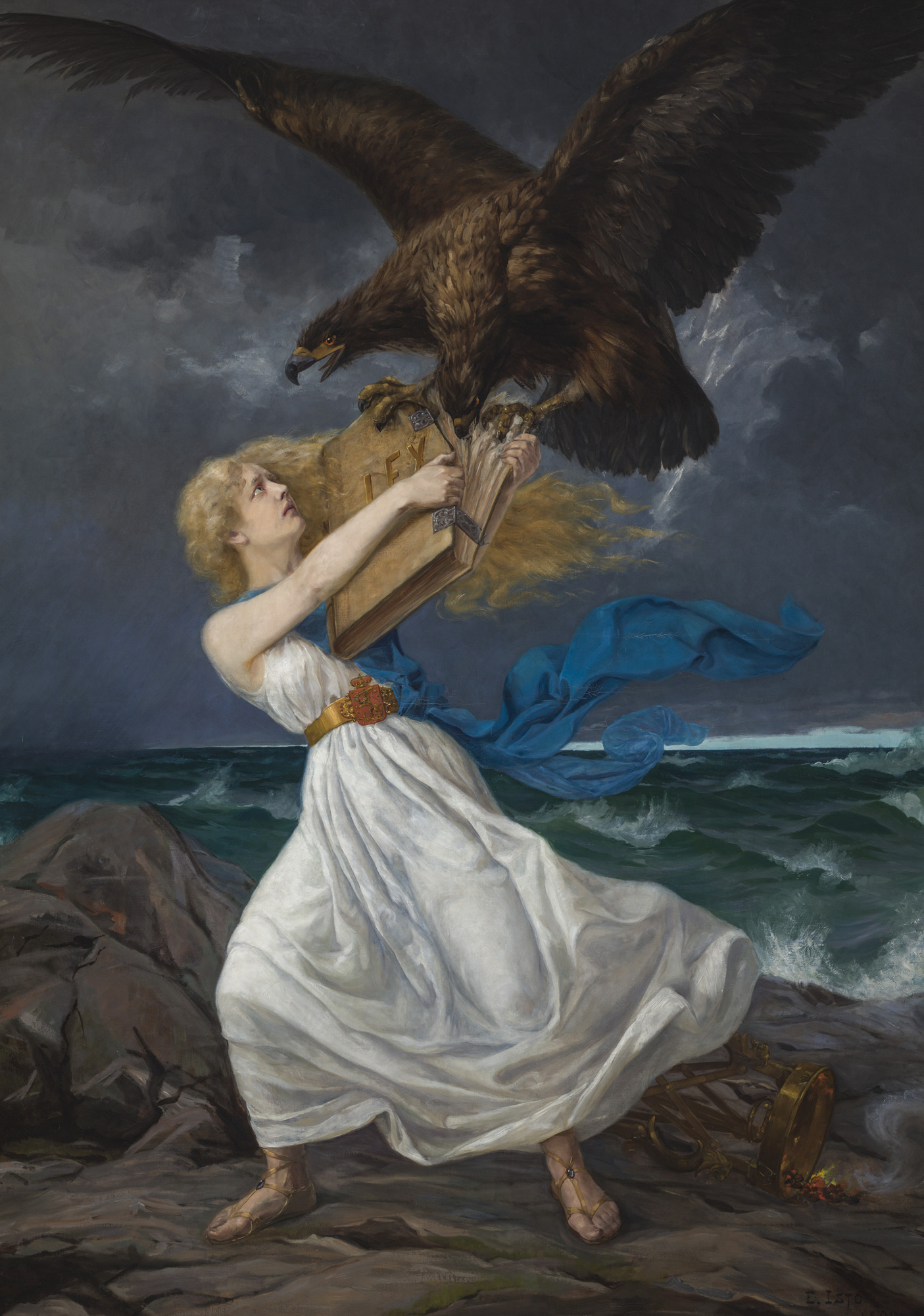

### La terre et ses habitants - la culture populaire finlandaise aux

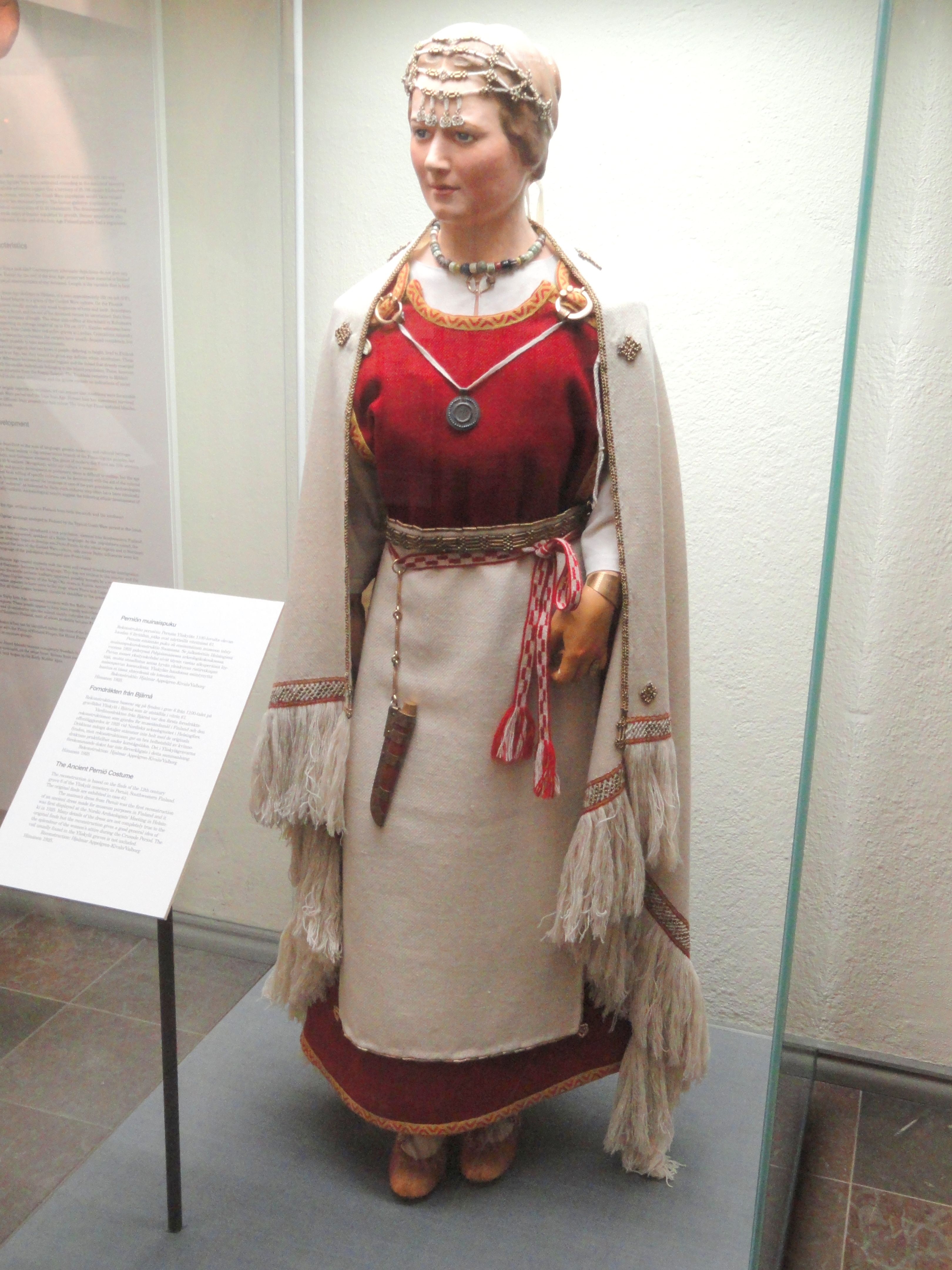
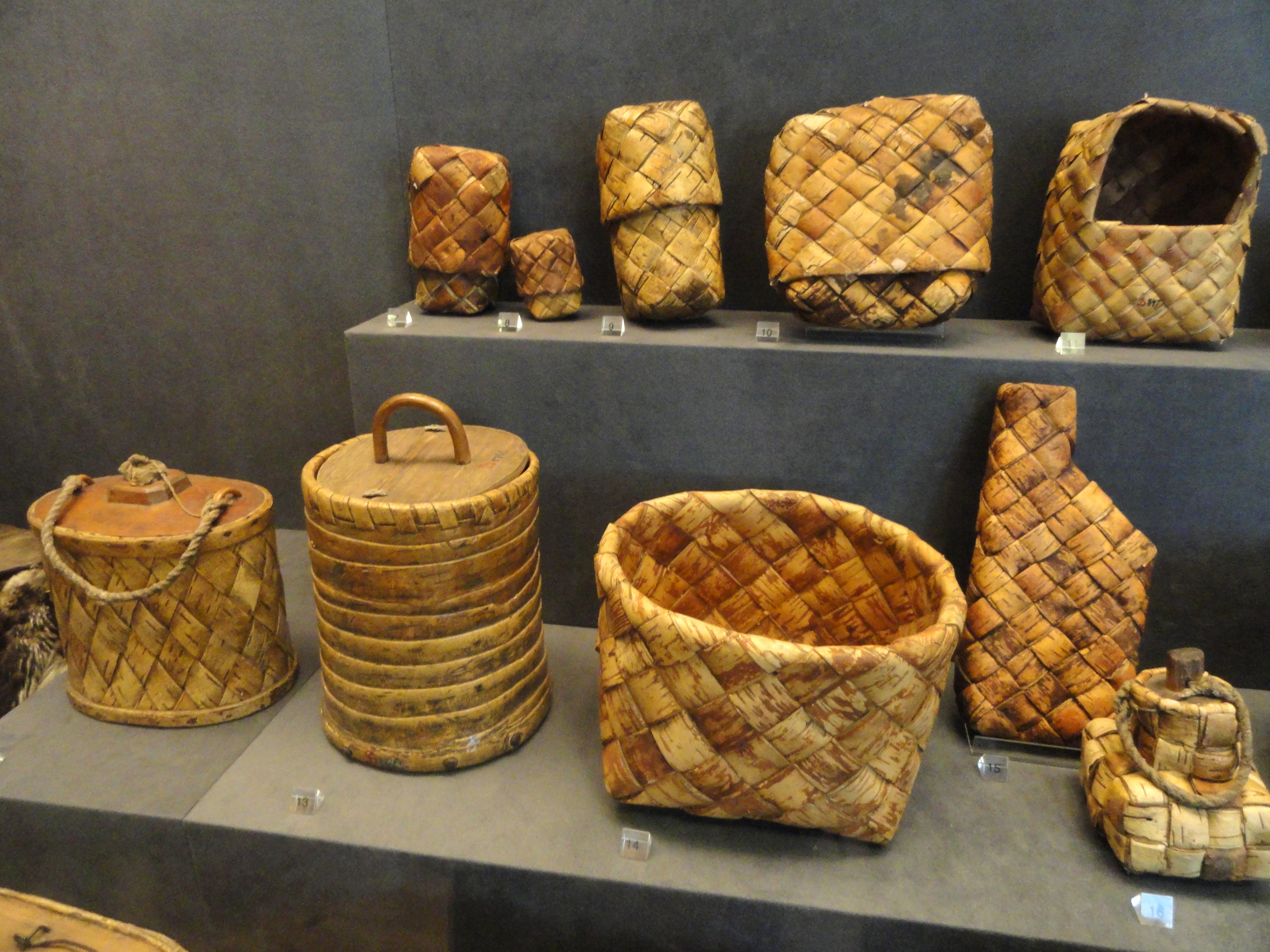
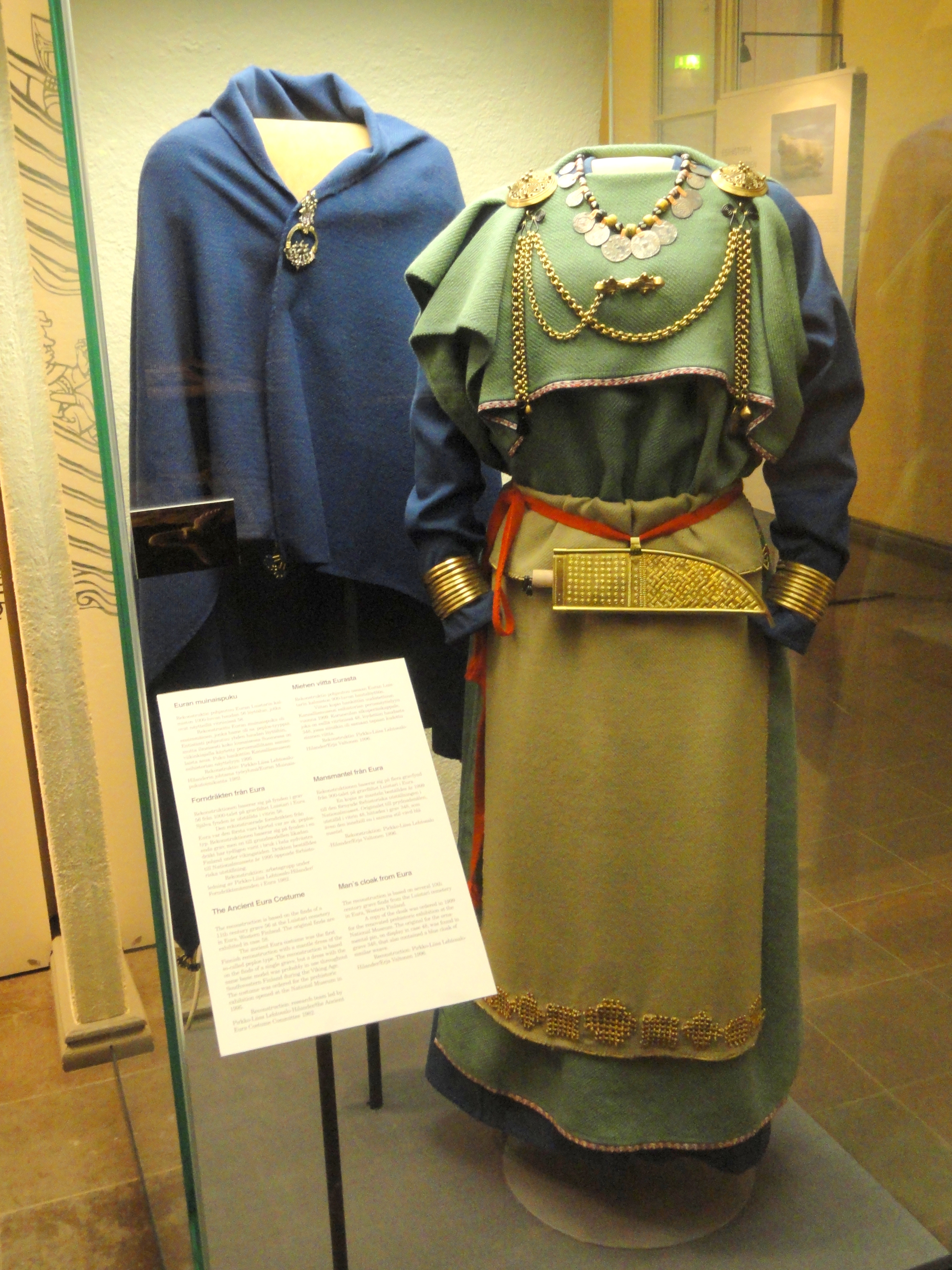
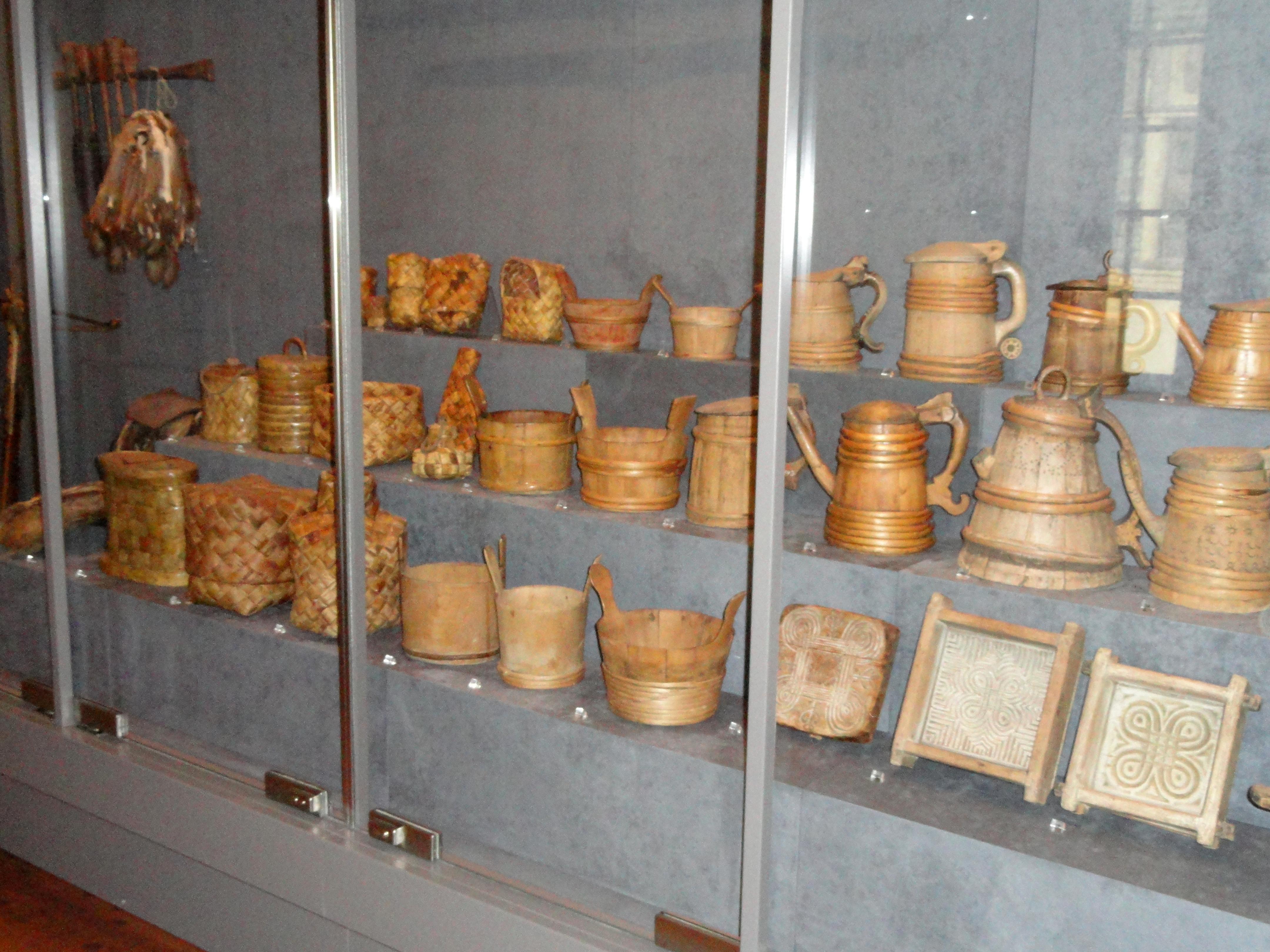
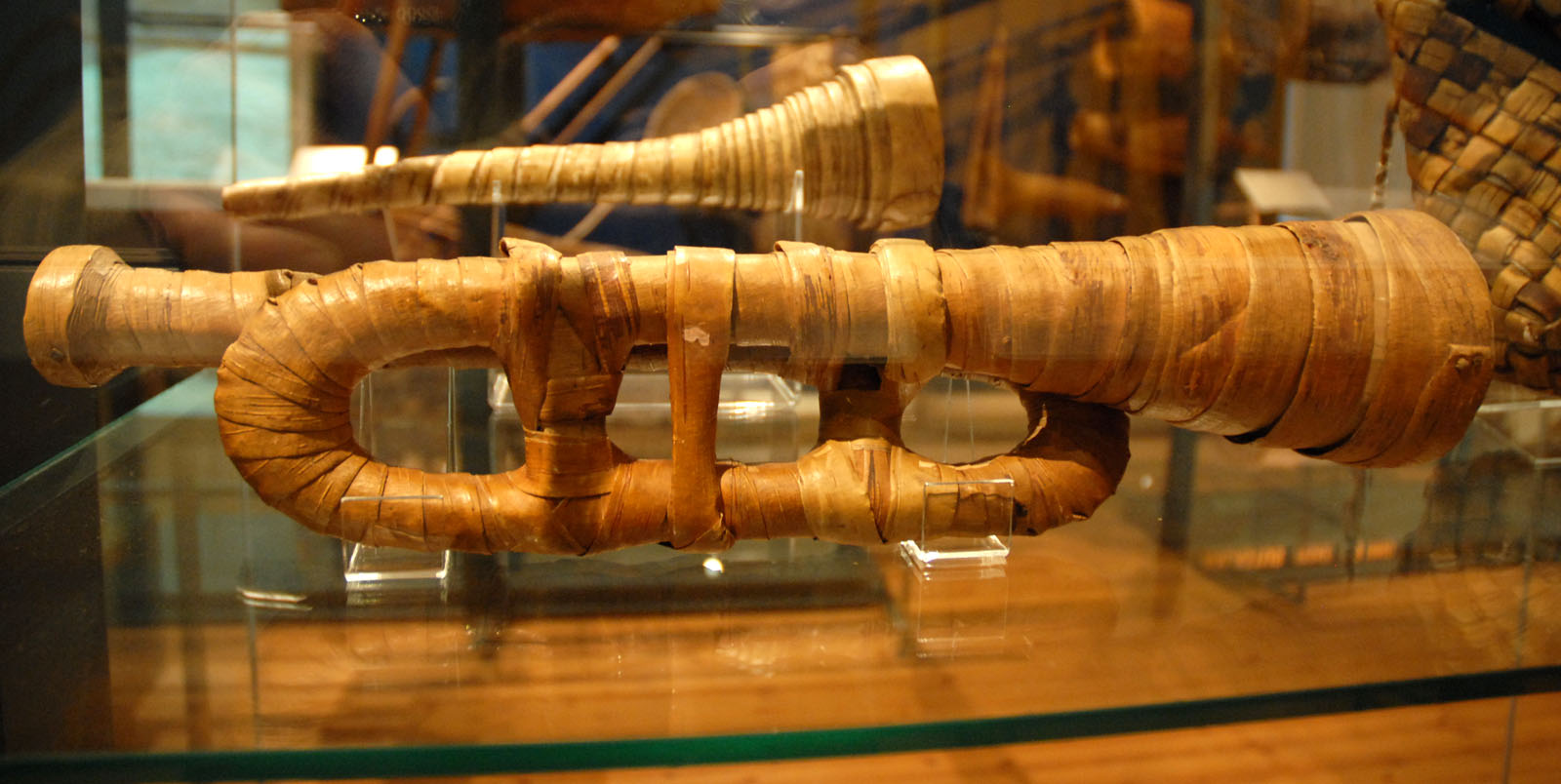

### Les empires duXIIIeauXIXesiècle- les époques suédoise et russe
Le musée présente 135 000 pièces.

### La terre et ses habitants - la culture populaire finlandaise auxXVIIIeetXIXesiècles
Le musée présente 85 000 pièces.

### Les trésors
Le musée expose des trésors (Monnaies, Médailles, Décorations, Argent, Joaillerie).

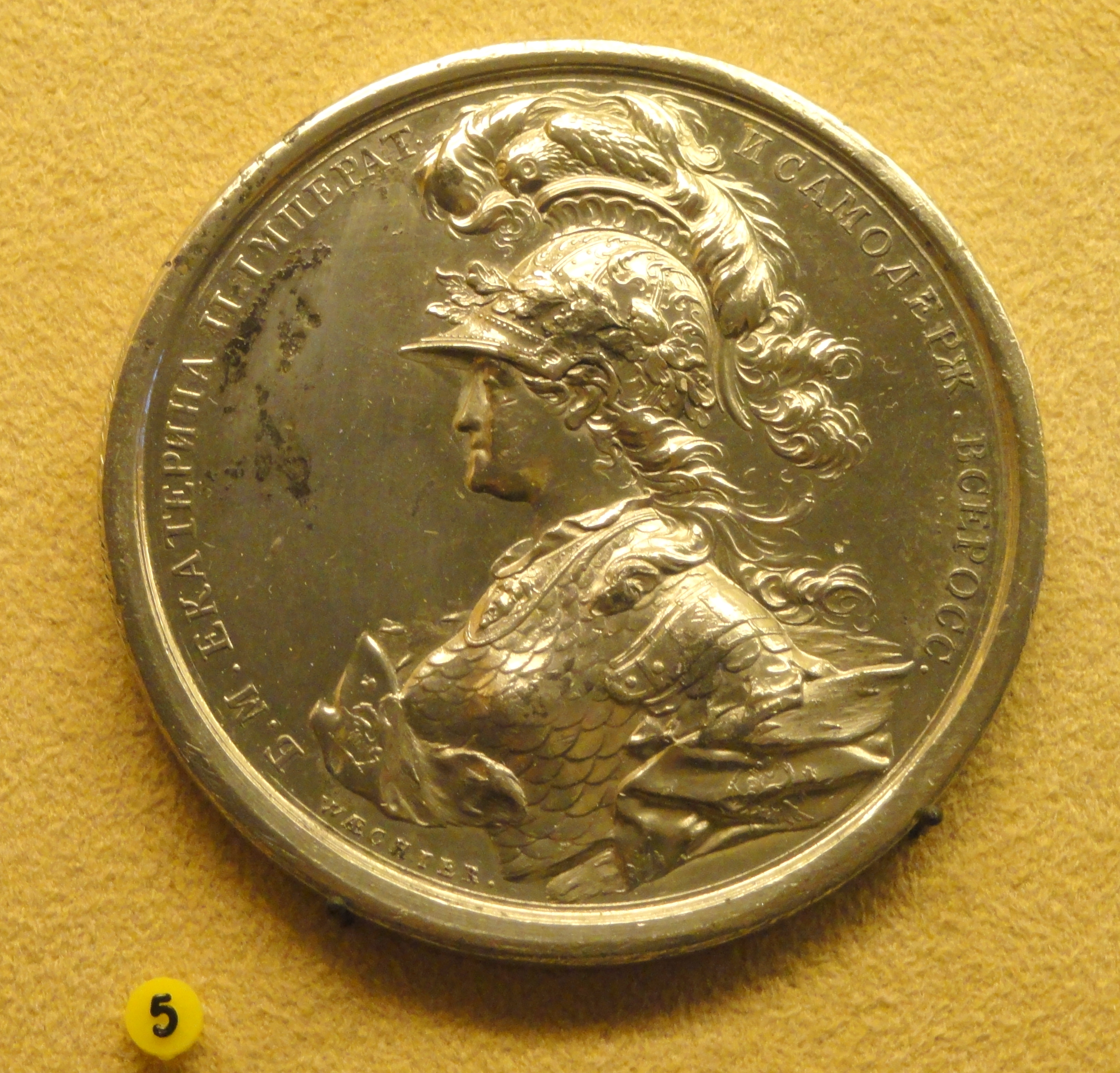
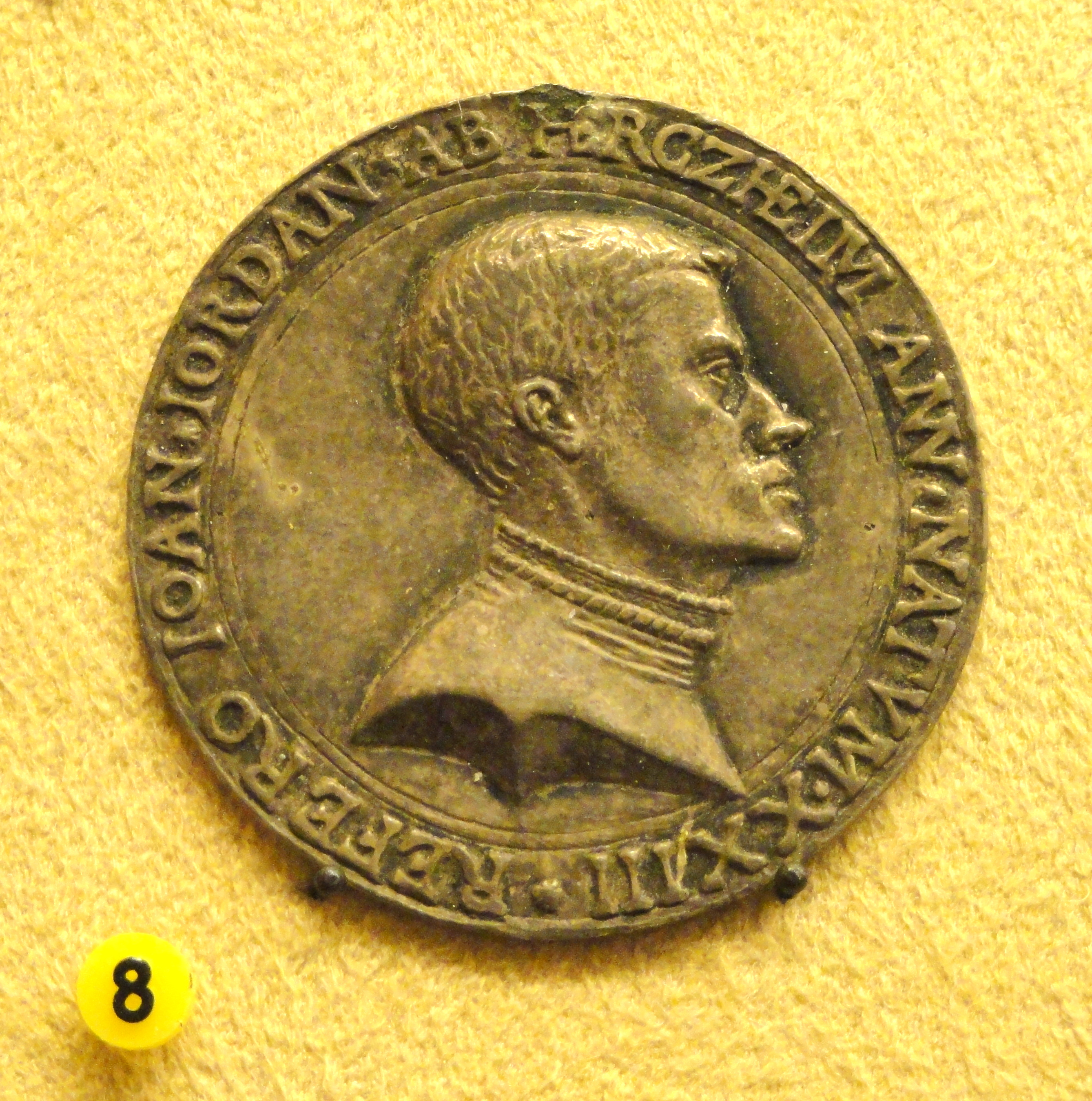
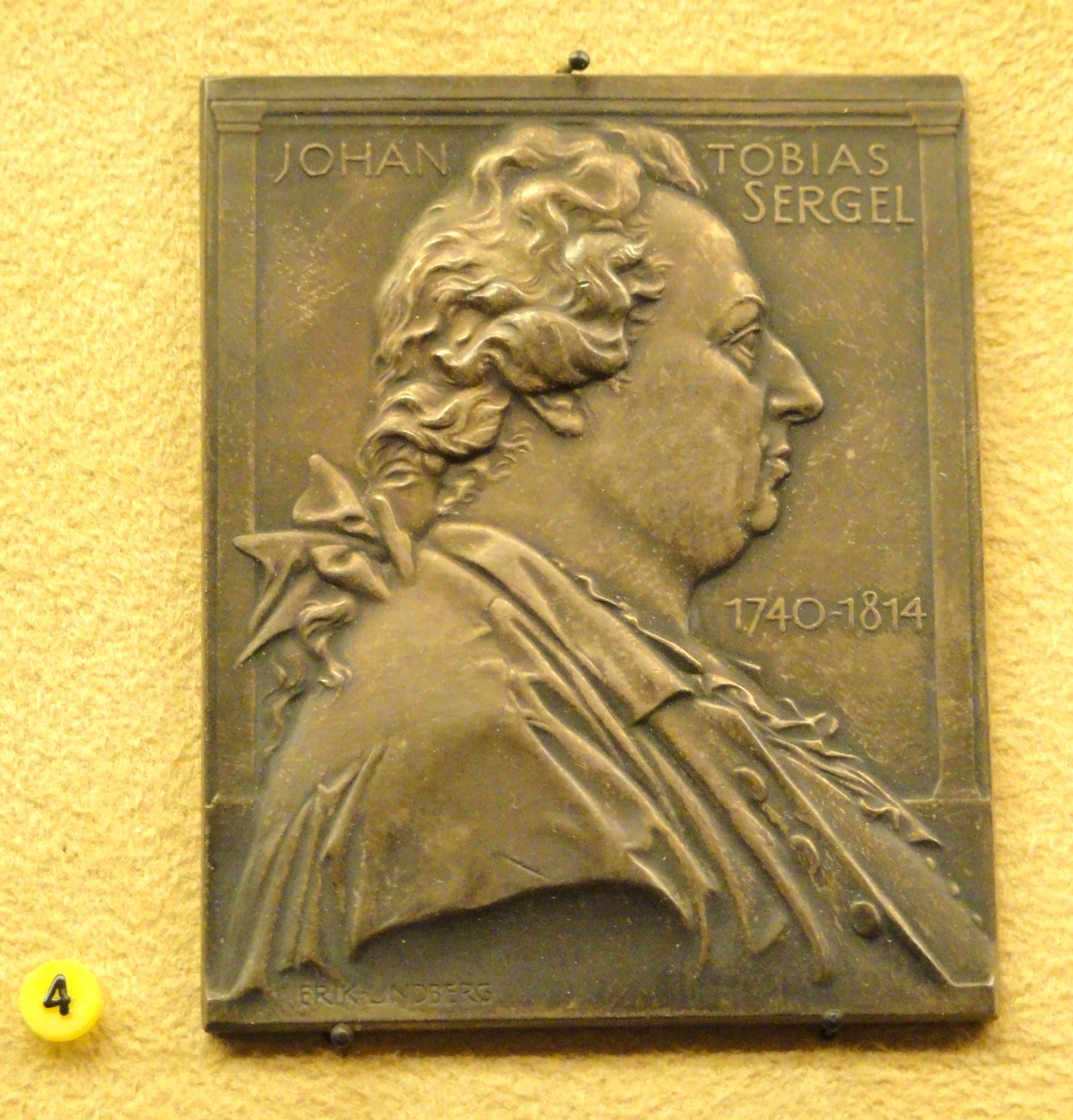
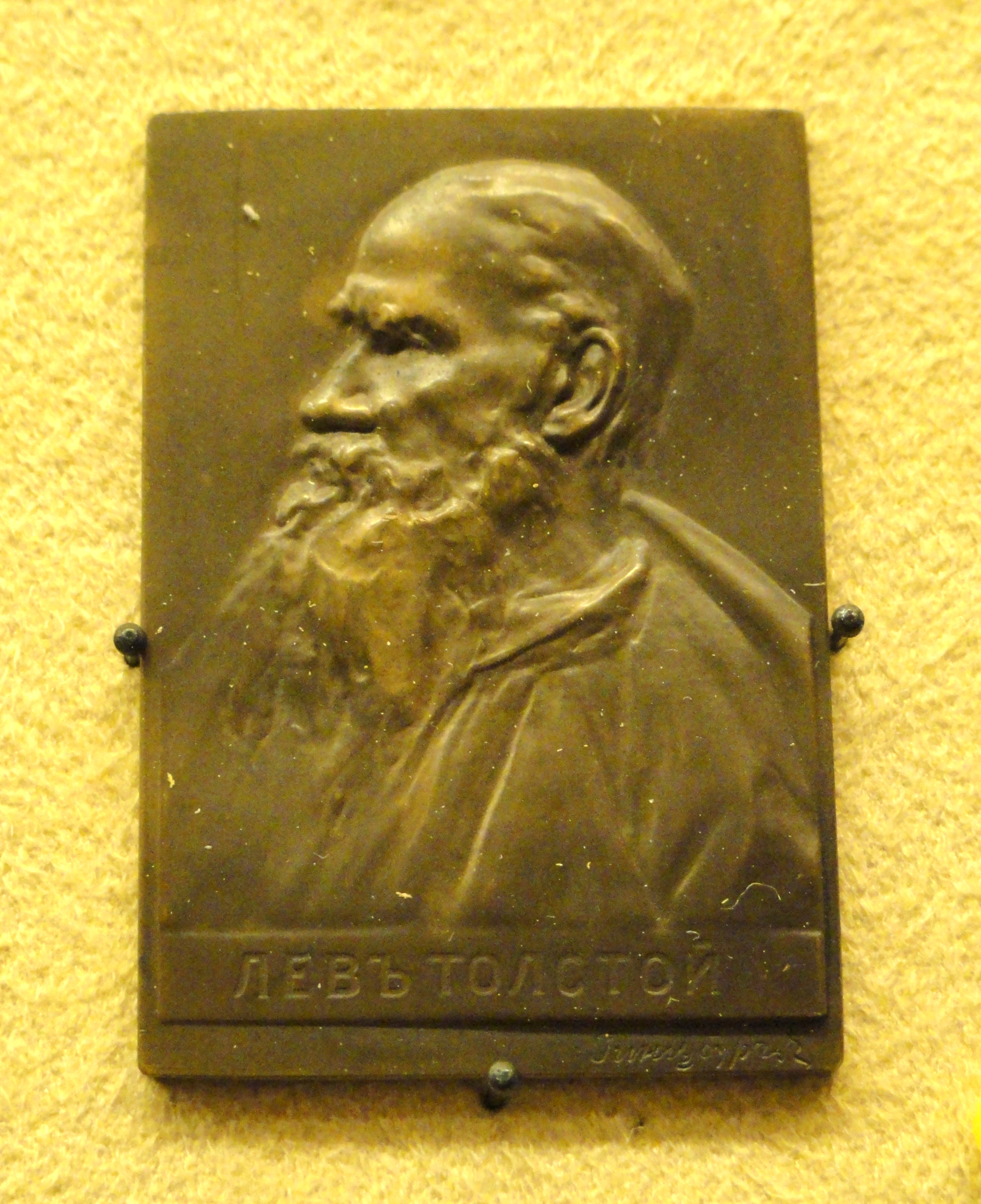
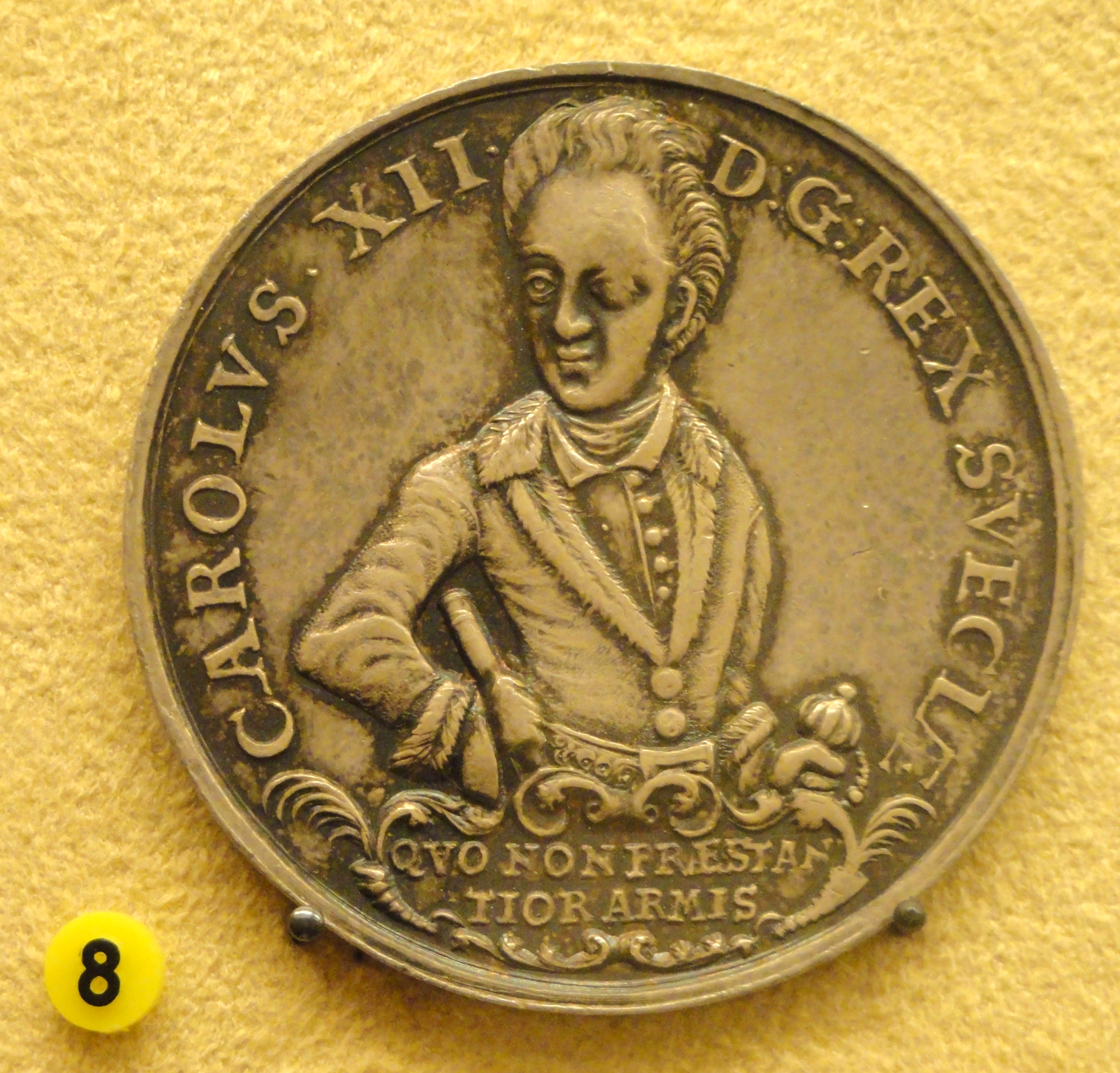

## Atelier d'histoire interactif
Le Musée offre aussi un atelier pédagogique interactif.